# Ideología y aparatos ideológicos de estado
«Ideología y aparatos ideológicos del Estado (notas para una investigación)» (en su francés original: "Idéologie et appareils idéologiques d'État (Notes pour une recherche)") es un ensayo del filósofo francés Louis Althusser publicado en 1970.
En este texto Althusser hace un avance en el estudio de la reproducción, en la que ya el filósofo Karl Marx había hecho un acercamiento, pero que según Althusser no solo con la denominación de distinción entre clase y la hegemonía por coerción se lograba un estudio riguroso, ya que no bastaba solo con eso y en la aparente normalidad había algo que mantuviera el statu quo del Estado.
El libro se complementa en un total de 14 capítulos, de los cuales solo tres sobresalen por su carácter general: «Sobre la reproducción de las condiciones de producción», «El Estado» y «A propósito de la ideología».

## Sobre la reproducción de las condiciones de producción
Aquí Althusser pone de manifiesto entre otros la reproducción de los medios de producción y la forma como estos “unen” aparentemente a los obreros en la producción de un determinado producto. Consecuencia directa de esta normalización según Althusser aparece la división del trabajo y la entonces normalidad que este tiene en la vida del obrero, para quien “no hay más vida que la del mismo funcionamiento que la máquina le dé”.

### Medios de producción
Hace referencia a que no es posible la producción, si no se asegura la reproducción de las condiciones materiales de la producción; tal como lo menciona Marx en el tomo II de El Capital; pero la reproducción de las condiciones materiales no puede ser pensada a nivel empresa, debido a que no es allí donde se da en sus condiciones reales.

### Reproducción de la fuerza de trabajo
Esta variable se asegura mediante el salario, que es el medio material que asegura la reproducción de la fuerza de trabajo. Es indispensable para reconstruir la fuerza de trabajo del asalariado (para asegurar las condiciones mínimas que le permitan seguir presentándose en la empresa), y para criar y educar a los niños en que el proletariado se reproduce como fuerza de trabajo. Se afirma también que, el salario, al estar determinado por, además de las necesidades de un S.I.M.G (salario mínimo interprofesional garantizad), por las necesidades históricas impuestas a través de la lucha de clase; se establece que el salario vendría a ser históricamente variable.
No basta con asegurar a la fuerza de trabajo las condiciones materiales de su reproducción, la fuerza de trabajo debe ser competente, calificada; y esta calificación tiende a asegurarse, ya no en el lugar de trabajo; sino que principalmente mediante el sistema educativo capitalista. Junto con las técnicas, habilidades y conocimientos que se desarrollan en la escuela, se reproduce la sumisión a las reglas del orden establecido, a la ideología dominante.

En este mismo capítulo, Althusser pone de manifiesto los conceptos de infraestructura y superestructura. La primera hace énfasis en la calidad de los trabajadores que ejercen su labor desde una perspectiva de utilidad mas no de reproducción, y la segunda es la que determina las condiciones en las que se deben dar estas reproducciones, y aquello que está permitido en ser reproducido por ellos. Además de establecer que toda formación social, al mismo tiempo que produce (y para poder producir), debe reproducir las condiciones de su producción, debe, pues, reproducir: las fuerzas productivas y las relaciones de producción existentes.

## El Estado
Según Althusser (y aquí acude a la teoría marxista del Estado) al ser el Estado un agente represor, que tiene en su poder el monopolio legítimo de la fuerza y que a su vez lo hace legítimo, se describe a sí mismo como eterno y lo reproduce en la infraestructura, que a su vez le dará el poder legítimo que tiene. Sin embargo, esta reproducción no la puede hacer una sola persona, ya que se acude a varios instrumentos como lo son:
- Lo religioso (el sistema de las distintas iglesias)
- La escuela (el sistema de las distintas “Escuelas”, públicas y privadas)
- La familia (la familia cumple, evidentemente, otras funciones que la de un AIE. Interviene en la reproducción de la fuerza de trabajo. Es, según los modos de producción, unidad de producción y(o) unidad de consumo)
- Lo jurídico (“Derecho” pertenece a la vez al aparato (represivo) del Estado y al sistema de los AIE)
- Lo político (el sistema político del cual forman parte los distintos partidos)
- Lo sindical
- Los medios de comunicación informativos (prensa, radio, T.V., etc.)
- La cultura (letras, bellas artes, deportes etc.)

A estos términos Althusser los denomina AIE (Aparatos Ideológicos del Estado), como tales estos instrumentos siguen una línea en la cual representan al Estado sin darse cuenta, incluso en una parte crítica como la escuela que supone más debate, Althusser cuestiona el papel del maestro que se esfuerza por generar elementos discursivos diferentes, pero que finalmente no sirven de mucho, ya que la reproducción viene desde su discurso. Más estos discursos que ponen en práctica el lugar que ocupa cada uno en la sociedad, según Althusser se ven reflejados en la vida práctica.

## Características del aparato represivo del estado
- El aparato represivo del Estado funciona con la represión como predominante.

- El aparato represivo del Estado constituye un todo organizado cuyos diferentes miembros están centralizados bajo una unidad de mando.

- El aparato represivo del Estado está asegurado por su organización centralizada y unificada bajo la dirección de representantes de las clases del poder.

## El aparato escolar como aparato ideológico dominante
Es necesario recalcar que pese a existir una multiplicidad de aparatos de ideológicos de estado, la función en general es solo una, reproducir el statu quo. Generalmente dentro de los aparatos represivos se logra por la violencia, por la fuerza física, y en aparatos ideológicos funciona por la ideología, las ideas y el consenso. Althusser menciona además, que, en la Edad Media el aparato ideológico más fuerte, el más mayoritario, era la iglesia católica; pero este ha ido perdiendo fuerza, y la escuela es precisamente el aparato ideológico que pretende suplantarlo. La Escuela toma a su cargo a los niños de todas las clases sociales desde el jardín de infantes, y desde el jardín de infantes les inculca "habilidades" recubiertas por la ideología dominante. Con el aprendizaje de algunas habilidades recubiertas en la inculcación masiva de la ideología de la clase dominante, se reproduce gran parte de las relaciones de producción de una formación social capitalista, es decir, las relaciones de explotados a explotadores y de explotadores a explotados. Esta representación ideológica de la escuela la hace tan “natural” e indispensable a los ojos de nuestros contemporáneos como la iglesia era "natural", indispensable y generosa para nuestros antepasados hace algunos siglos.

## A propósito de la ideología
Puesta en duda la ideología y, sobre todo, al decirse de ella que es una falsa conciencia creada, Althusser señala que la ideología divide entre individuo y sujeto. El sujeto es partícipe y actúa en algún punto de militancia en una ideología, luego el sujeto vive en sociedad; en cambio, el individuo se pierde inmediatamente cuando nace, ya que al momento de ponerle un nombre se pierde lo individual y se ve atado tanto a la familia como a la escuela o al Estado. La ideología representa así una relación imaginaria entre individuos con sus condiciones reales de existencia, que, en última instancia, son las relaciones de producción a las que está sujeto.

## Aparatos ideológicos de estado
- Los aparatos ideológicos de Estado funcionan con la ideología como forma predominante

- Los aparatos ideológicos son múltiples, diversos y relativamente autónomos y susceptibles de ofrecer un campo objetivo a contradicciones que expresan los efectos de los choques entre la lucha de clases capitalistas y las luchas de clases proletarias.

- En los aparatos ideológicos del Estado la unidad está asegurada, en formas contradictorias, la ideología dominante y la clase dominante.